# Petrova Lehota

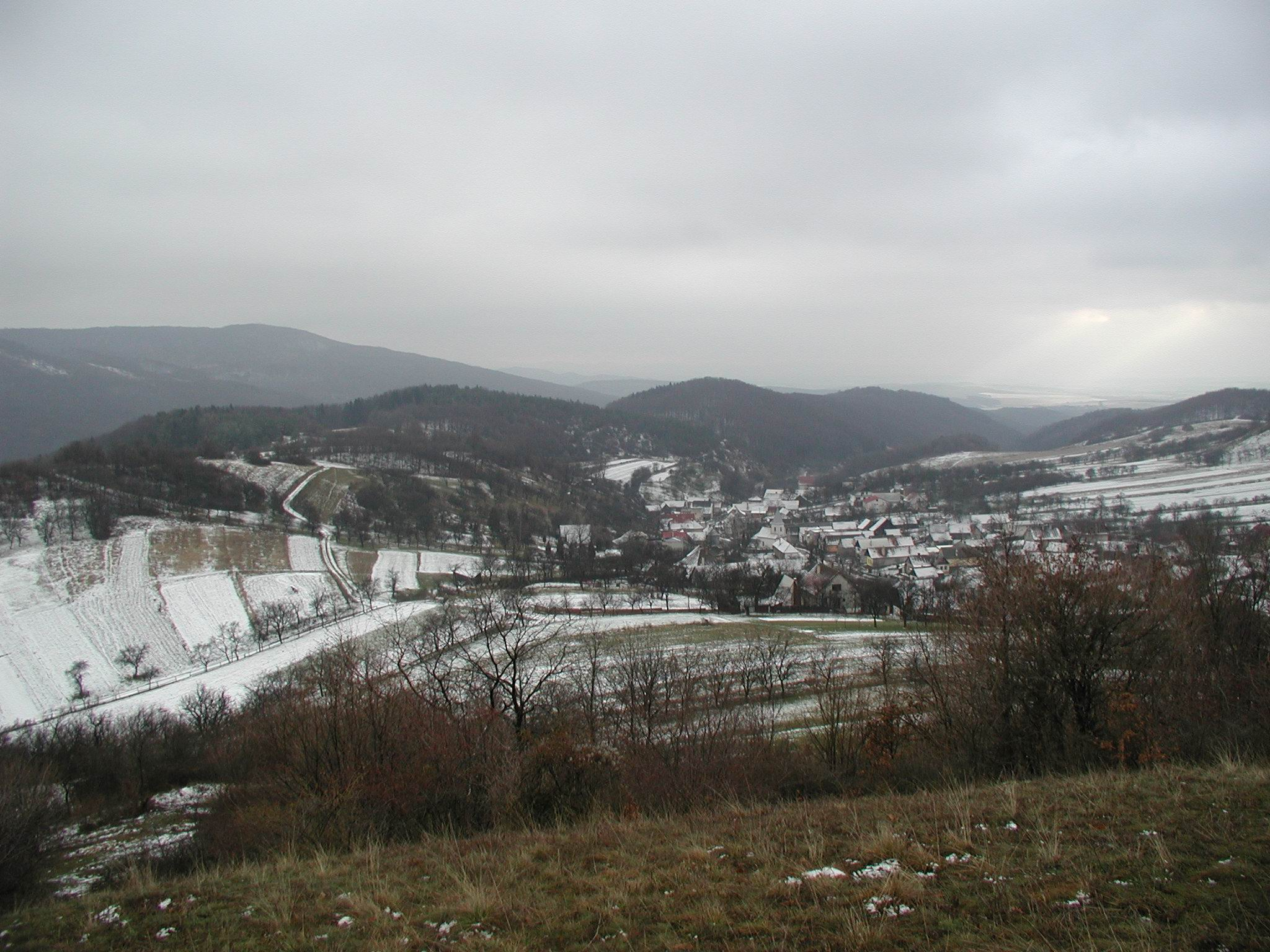
Petrova Lehota

Petrova Lehota (Hongaars: Péterszabadja) is een Slowaakse gemeente in de regio Trenčín, en maakt deel uit van het district Trenčín.
Petrova Lehota telt 176 inwoners.